# 欧雷勒-韦尔拉克
欧雷勒-韦尔拉克（法語：Aurelle-Verlac，法語發音：[oʁɛl vɛʁlak]）是法国阿韦龙省的一个旧市镇，属于罗德兹区。

## 地理
欧雷勒-韦尔拉克（44°30'22"N, 3°0'27"E）面积54.68 平方千米，位于法国奧克西塔尼大區阿韦龙省，由欧雷勒（Aurelle）和韦尔拉克（Verlac）等村庄组成。
与欧雷勒-韦尔拉克接壤的市镇（或旧市镇、城区）包括：波迈罗勒、普拉德多布拉克、圣热涅多尔特、纳斯比纳勒、莱萨尔斯、特雷朗、圣热涅多尔特-多布拉克。
欧雷勒-韦尔拉克的时区为UTC+01:00、UTC+02:00（夏令时）。

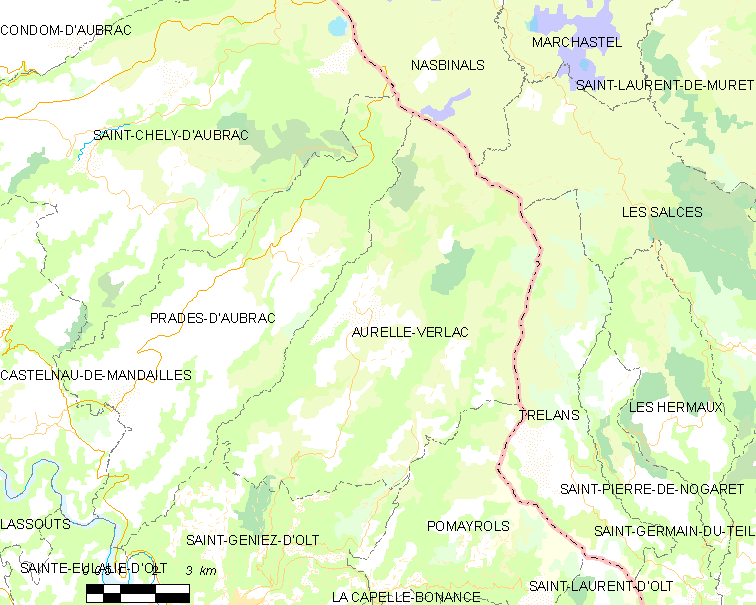
欧雷勒-韦尔拉克的OSM定位图

## 行政
欧雷勒-韦尔拉克的邮政编码为12130，INSEE市镇编码为12014。

## 政治
欧雷勒-韦尔拉克所属的省级选区为洛特-帕朗日县。

## 人口

1962-2008年间欧雷勒-韦尔拉克人口变化图示

欧雷勒-韦尔拉克于2018年1月1日时的人口数量为160人。